# Дробњак (Качаник)
Дробњак (алб. Dromjak) је насеље у општини Качаник, Косово и Метохија, Република Србија.

## Становништво
| Демографија | Демографија | Демографија |
| Година      | Становника  | Становника  |
| ----------- | ----------- | ----------- |
| 1948.       | 156         |             |
| 1953.       | 184         |             |
| 1961.       | 148         |             |
| 1971.       | 113         |             |
| 1981.       | 107         |             |
| 1991.       | 113         |             |